# Sapilassaari (ö i Lappland)
Sapilassaari är en ö i Finland. Den ligger i Torne älv och i kommunen Torneå i den ekonomiska regionen  Kemi-Torneå  och landskapet Lappland, i den norra delen av landet, 600 km norr om huvudstaden Helsingfors. Öns area är 14,5 hektar och dess största längd är 0,8 kilometer i sydöst-nordvästlig riktning.